# Famille de Cugnac
La famille de Cugnac est une famille subsistante de noblesse française d'ancienne extraction originaire du Périgord. Elle a donné trois branches principales qui ont essaimé principalement dans l'Orléanais, le Poitou et le Gers. Leur point de jonction, antérieur au XIIIe siècle, n'est pas prouvé.

## Histoire
La famille de Cugnac, originaire du Périgord et du Poitou, est une famille de noblesse d'ancienne extraction,.
On trouve Bégue de Cugnac cités en 1115 et d'autre porteurs du nom cités dans le même siècle et les siècles suivants.
Bertrand de Cugnac, chevalier croisé, accompagna Richard Cœur de Lion à la Troisième croisade en 1190. Son nom et ses armes ont été inscrits aux Salles des Croisades du musée de Versailles.
Bernard Chérin écrit  en 1784 que dès le commencement du XVe siècle  elle a donné plusieurs branches dont le point de jonction n'est pas prouvé.
Nicolas Viton de Saint-Allais dans le Nobiliaire universel de France (1874)  écrit que les guerres civiles et celles de religion « ont enlevé à cette ancienne noblesse des titres et documents qui auraient donné connaissance des premiers de son nom; ce qu'elle a pu en retrouver ne remonte qu'au treizième siècle ». Il donne sa filiation comme régulièrement établie depuis Guillaume de Cugnac, mentionné à partir de 1281,.
Henri Jougla de Morenas dans le Grand Armorial de France (1935) donne cette filiation au conditionnel et écrit que Guillaume de Cugnac vivant en 1281 aurait été le père de Guillaume de Cugnac qui de Guillemette de Roffilhac, aurait eu deux fils : le premier, Pierre allié en 1349 à Dauphine de Gontaut aurait également eu deux fils : Jean, allié à Jeanne de Comarque qui aurait laissé Rigon, auteur de la branche des seigneurs de Giversac, et Henri, qui serait l'auteur de la branche des seigneurs de Caussade; le second, Bernard serait l'auteur de la branche des seigneurs de Dampierre.
Régis Valette dans le Catalogue de la noblesse française (2007) indique une filiation prouvée à partir de 1447 pour la branche subsistante du Bourdet.

## Noblesse
La branche de Giversac (éteinte) fut maintenue noble les 11 et 13 décembre 1666, par jugements rendus à Agen de M. de la Brousse, subdélégué de Pellot, intendant de Bordeaux ainsi que le 16 décembre 1697, par jugement de Sanson, intendant de Montauban et le 12 décembre 1704 par jugement de M. de la Bourdonnaye. Un de ses membres, Arnaud-Louis de Cugnac fut admis le 12 novembre 1784 aux Honneurs de la Cour sous le titre de comte de Cugnac sur preuves remontant à 1447,.
La branche du Tourondel (éteinte) fut maintenue noble le 11 décembre 1666 par M. de La Brousse et fit ses preuves de noblesse en 1767 pour admission à l'École militaire de la Flèche.
La branche  dite de Caussade puis du Bourdet (subsistante) fut maintenue noble 16 mai 1668, sur preuves remontant à 1539, par jugement de M. d'Aguesseau, intendant de Limoges. Deux représentants de cette branche firent en 1697 et 1714 leurs preuves pour être admis parmi les pages de la Petite Écurie.

Jules-Émilien de Cugnac (de la branche du Bourdet) fut confirmé le 9 février 1861, par décret de Napoléon III, dans la possession du titre de marquis de Cugnac, sous lequel il était connu,.
La branche des seigneurs de Dampierre (éteinte) qui ne pouvait remonter par filiation suivie au delà d'Antoine de Cugnac, chevalier, chambellan du roi Charles VII, qui épousa en 1418 Jeanne le Brun, héritière de la seigneurie de Dampierre, fut maintenue noble le 10 décembre 1667 par jugement de M. de Machault, intendant d'Orléans. Trois de ses représentantes firent en 1686, 1718 et 1719 leurs preuves pour être admises à Saint-Cyr.
La famille de Cugnac a été admise à adhérer à l'Association d'entraide de la noblesse française en 1939.

## Personnalités
- Marc de Cugnac, chevalier, seigneur de Giversac, membre de la Ligue, condamné à mort par contumace et gracié par Henri IV.
- Emmanuel-Louis de Cugnac (1729-1800), dernier évêque du diocèse de Lectoure.
- Henri-Joseph-Charles-Marie de Cugnac (sl) (1895-1944), général de brigade (Infanterie), officier de la Légion d'honneur, mort pour la France.
- Antoine de Cugnac (1895-1987), ancien élève d'Harvard[8], docteur ès-science, professeur de biologie végétale à la Sorbonne.

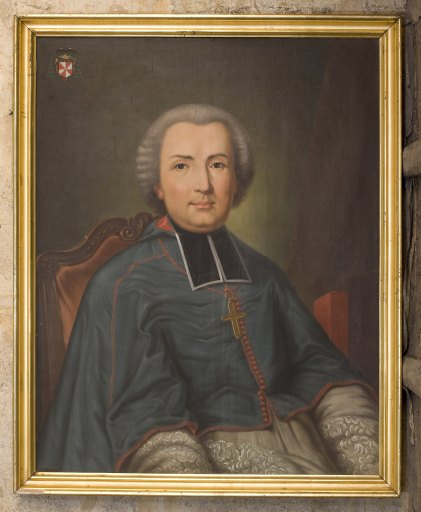
Mgr de Cugnac

## Armes
Gironné d'argent et de gueules de 8 pièces
Devise : Comme il nous plaît et Ingratis servire nefat

## Alliances
En 1866, la famille de Badts, famille d'ancienne bourgeoisie de Flandre, issue en ligne féminine d'une branche de la famille de Cugnac a été autorisée par décret à modifier son nom en de Badts de Cugnac. Plus récemment, la famille Plenet, originaire de Lorraine, a été autorisée a changer son nom en Plenet de Badts de Cugnac.
Les principales alliances de la famille de Cugnac sont : de Gontaud (1303, 1349, 1623 et 1694), de Vigier (1395 et 148x), de Commarque (14xx et 1840), d'Abzac (1425), de Prunelé (145x et 155x), de Bosredon (1456), de Mornay (1480 et 1499), de Chabannes (1486), de Lestrade (1498), de Salignac (1501), d'Hautefort (1555), de La Trémoille (1581), Le Loup de Beauvoir (1593), de Durfort (1593 et 1598), de Rabutin (1609), de La Châtre (1632), de Gironde (1640), d'Hebrard de Saint-Sulpice (1654), de Lafont de Jean de Saint-Projet (1686), de Rochechouart (1692), d'Abzac (1713), d'Assigny (1730), de Langeac (1732), de Beaurepaire (1749), de Fumel (1750), de Saint-Exupéry (1756), de Bony de Lavergne (1773), de Villeneuve-Trans (1784), de Solages (1812), de Suffren (1886), de Vasselot de Régné (1918), de Roquefeuil (1953 et 1957) etc.